# Forte romano di Strutt's Park
Il forte romano di Strutt's Park era un forte romano situato nell'odierna Strutt Park, oggi un sobborgo di Derby, nel Derbyshire, in Inghilterra. Venne prima costruito e poi abbandonato nel corso del I secolo d.C., quando un nuovo forte chiamato Derventio venne eretto sulla riva opposta del fiume Derwent.

## Descrizione

Il Derbyshire

Il forte si trovava dove oggi sono Duffield Road e Belper Road. Gli scavi del 1995 hanno rivelato un terrazzamento, un muro di pietra con funzioni di camminamento ed un pavimento di ciottoli. Dagli scavi si può far risalire la sua fondazione a circa il 50 d.C. quando presumibilmente serviva per proteggere l'attraversamento del fiume e il successivo abbandono circa trenta anni dopo, quando un nuovo forte venne costruito sulla riva del fiume nell'odierno sobborgo di Little Chester.

## Contesto storico
Questa parte della Britannica venne occupata da una tribù conosciuta come i cornovi. Nel 46-47 d.C. l'esercito romano sotto la direzione del governatore Aulo Plauzio probabilmente aveva occupato le terre a sud del fiume Trent, così intorno al 50 d.C. questa era la linea del fronte. Vi è una carenza di documentazione scritta in questi anni e per questo gli storici si debbono affidare agli scavi archeologici. Nel tardo 47 il nuovo governatore della Britannia, Publio Ostorio Scapula, diede inizio ad una campagna militare contro le tribù del moderna Galles, e la piana di Cheshire.
Caratacus, il loro capo, fu sconfitto nella battaglia di Caer Caradoc e sfuggì alla cattura da parte della tribù cliente dei Romani, i Briganti che occuparono i Pennines. La loro regina, Cartimandua, stipulò una tregua con i Romani e quindi lo consegnò a loro. Ostorio Scapula morì e fu rimpiazzato da Aulo Gallo che ottenne il significativo traguardo di rendere sicuri i confini del Galles tramite il controllo delle legioni ma non proseguì l'espansione né verso settentrione né verso occidente, probabilmente perché Claudio era ansioso di evitare quella che considerava una guerra difficile e lunga, e solo per aggiudicarsi lo sfruttamento del poco materiale che si poteva estrarre dalle zone collinari dell'altopiano inglese. Durante questo periodo il forte fu uno dei nuovi forti costruiti lungo la strada nuova di approvvigionamento che da Wroxeter portava a Rossington.
La campagna per conquistare le montagne gallesi continuò sotto il governatore Quinto Veranio Nipote e il suo successore Gaio Svetonio Paolino, ma ormai il ruolo del forte di Strutt Park fu quello di mantenere la pace. Intorno all'anno 74, le terre a nord del fiume Mersey divennero instabile quando la regina Cartimandus dovette ricercare l'ausilio delle truppe romane per combattere una ribellione. Poi, nel 78, Gneo Giulio Agricola, reso famoso attraverso la biografia altamente elogiativo scritta da suo genero Tacito, fu nominato governatore. Egli consolidò i forti, migliorò le infrastrutture stradali e diede il via ad alcune oramai ben documentate campagne militari: dapprima nell'anno 78 riconquistò il Galles del Nord, poi nel 79 d.C. procedette fino a sconfiggere i Briganti ed e Parisii, mettendo in questo modo tutto il Nord dell'Inghilterra fino alla attuale frontiera scozzese sotto i vessilli romani. Fu nell'80 che il nuovo forte ed il vicus a Little Chester venne costruito ed il forte a Strutt's Park definitivamente abbandonato.
Strutt's Park continua ad essere un luogo di interesse archeologico per i ritrovamenti di ceramiche, pezzo di proprietà del Peak Archaelogical Trust e del Derby Museum..